# Oliviu Rusu
Oliviu Rusu (n. 1919, Brașov, România – d. 2003, București, România) a fost un inginer constructor român, profesor universitar, specialist în rezistența materialelor.

## Biografie
După absolvirea studiilor secundare la Liceul „Andrei Șaguna”, a urmat cursurile Facultății de Construcții a Universitatea Politehnica din București. Dupa terminarea facultății, a fost angajat in cadrul unor antreprize de construcții din București și Brașov (Uzinele Grozăvești, Întreprinderea de Gaz și Electricitate, Depoul de Automotoare etc.), unde a proiectat și realizat o serie de construcții industriale. În 1969 își susține teza de doctorat, la Institutul de Construcții din București.
A intrat în învățământul superior ca asistent al academicianului Aurel Beleș, la catedra de Rezistența materialelor. Oliviu Rusu este promovat în funcții didactice, parcurgând toate treptele carierei în învățământul tehnic superior. Astfel, in anul 1958 este numit șef de lucrări la Institutul de Arhitectură „Ion Mincu” din București, unde predă cursul de rezistența materialelor. În anul 1961 ocupă prin concurs postul de conferențiar la Institutul Politehnic București, la Catedra de rezistența materialelor, condusă pe atunci de profesorul emerit Constantin C. Teodorescu. În anii care au urmat a fost titularizat profesor și numit șef al Catedrei de rezistența materialelor și secretar științi[fic al Consiliului profesoral din Institutul Politehnic Bucuresti. În ultima parte a activității sale în învățământ, in perioada 1981–1985, a fost ales decan al Facultății de Transporturi din Institutul Politehnic București.
Rezultat al cercetărilor întreprinse este, lucrarea în doua volume Oboseala metalelor, al cărei prim autor a fost, care a devenit în scurt timp o lucrare de referință în literatura de specialitate.
Oliviu Rusu a fost membru fondator al Academiei de Științe Tehnice din România.
Pentru meritele sale, a fost ales intâi vicepreședinte si apoi președinte al Consiliului National al Inginerilor și Tehnicienilor (CNIT).

## Distincții
- Medalia Muncii (20 august 1951) „cu ocazia zilei de 23 August 1951”[2]
- Ordinul Muncii clasa a II-a (31 mai 1957) „pentru merite deosebite în muncă, cu ocazia celui de al II-lea Congres al Asociației Științifice a Inginerilor și Tehnicienilor din Republica Populară Romînă”[3]